# Nelson, New South Wales
Nelson este o suburbie în Sydney, Australia.